# Witteberggroep

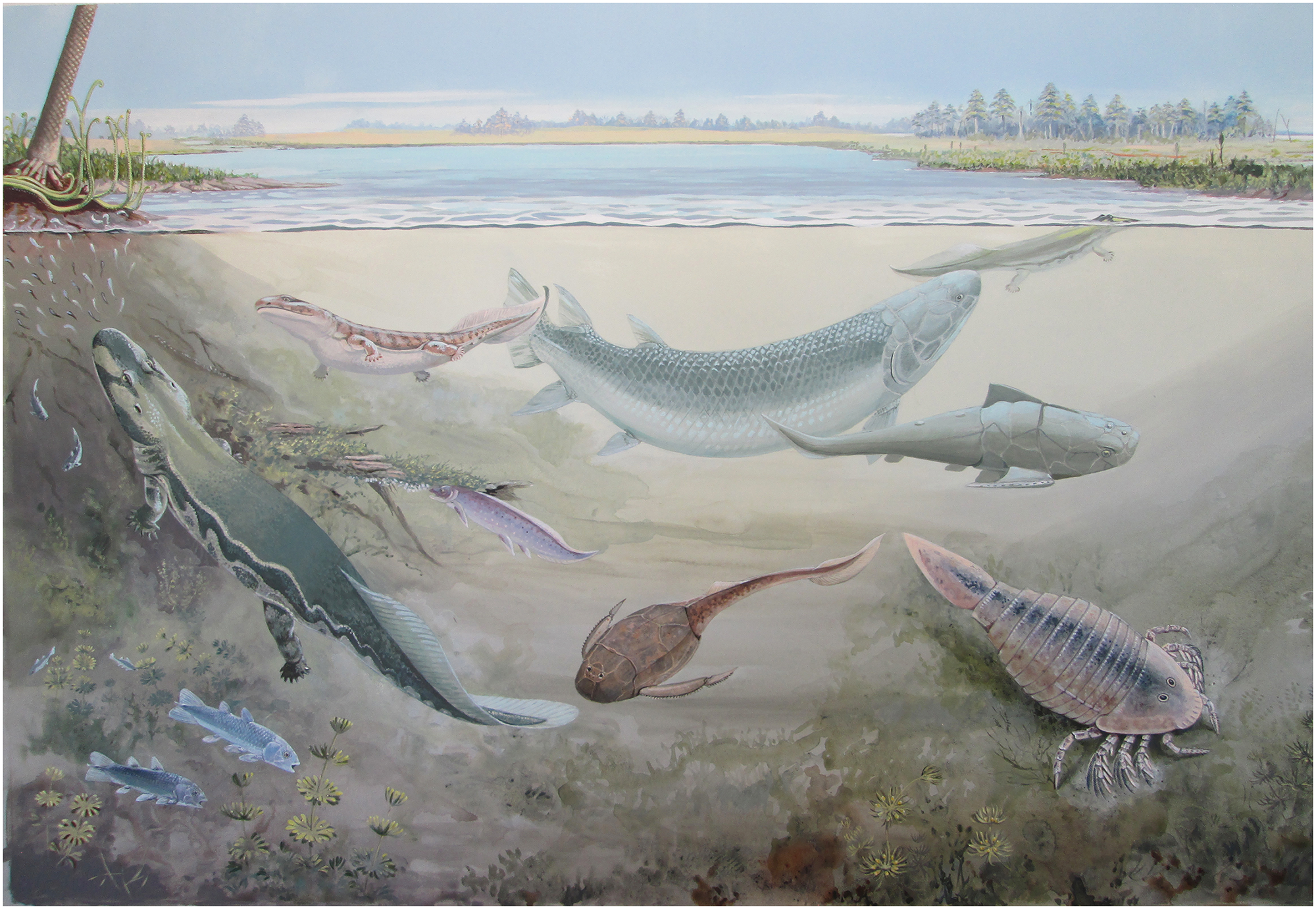
Reconstructie van de Waterloo Farm Lagerstätte

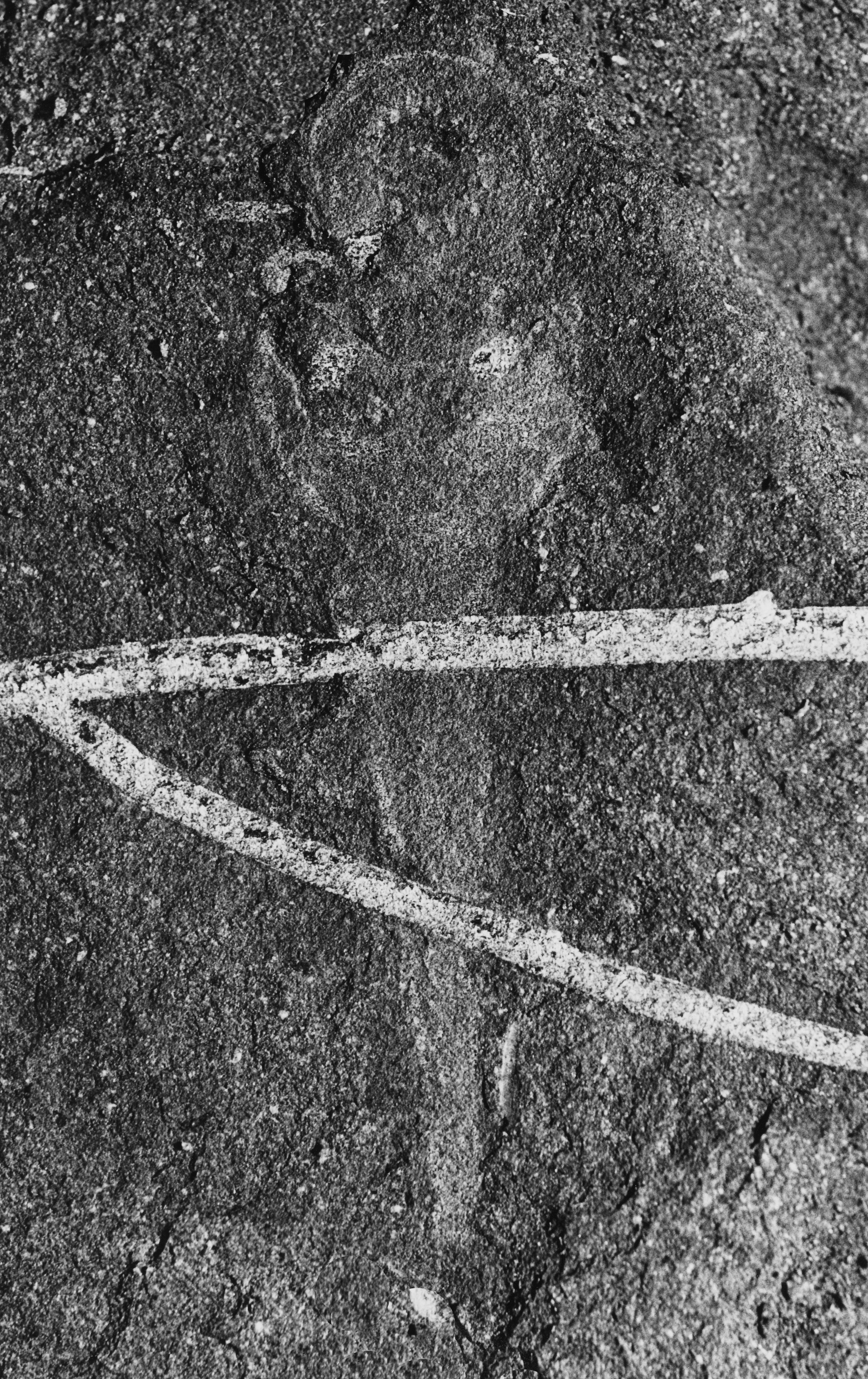
Fossiel van Priscomyzon

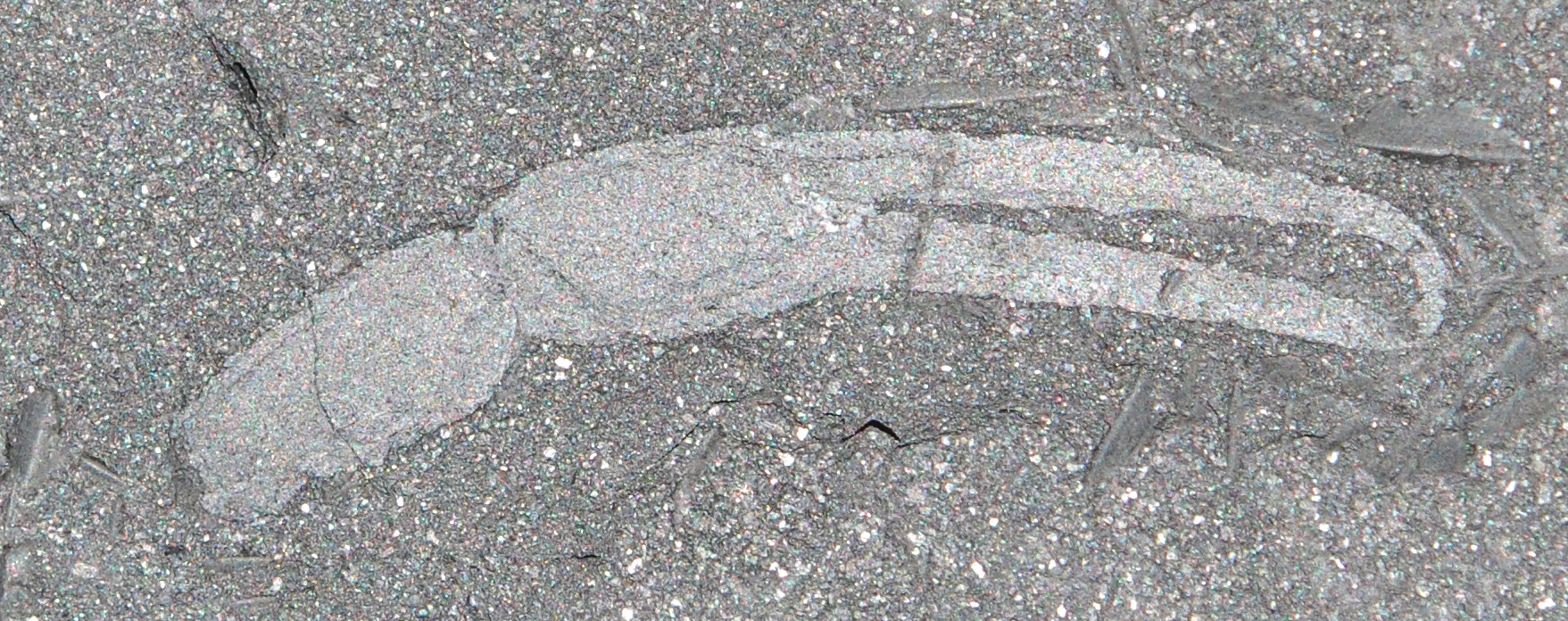
Fossiel van Gondwanascorpio

De Witteberggroep is een groep geologische formaties in Zuid-Afrika. Het is onderdeel van de Kaapse Supergroep. De sedimenten uit de Witteberggroep dateren uit het Devoon en Carboon. 

## Locatie en ouderdom
De Witteberggroep werd afgezet op de bodem van de Agulhaszee, een overstroomd riftdal tussen Afrika, het plateau van de Falkland-eilanden en Antarctica. De Witteberggroep komt in de Zuid-Afrikaanse provincie Oostkaap aan de oppervlakte, in het bijzonder bij Grahamstown. De groep is afgezet in een ondiepe zee en bestaat uit zandsteen. De Witteberggroep is afgezet in het Laat-Devoon en Vroeg-Carboon en het omvat de Wagen Drift-, Witpoort-, Floriskraal- en Waaipoort-formaties. De meeste fossielen zijn gevonden in de Witpoort-formatie uit het Famennien. Beperktere fossiele vondsten zijn gedaan in de Wagen Drift-formatie uit het Frasnien en de Waaipoort-formatie uit de overgang van het Tournaisien naar het Viséen. De Witteberggroep volgt op de Bokkeveldgroep. Overliggend bevindt zich de Dwykagroep, de onderste laag van de Karoosupergroep.

## Fauna
In het Devoon lagen de zuidelijke delen van Afrika en Zuid-Amerika binnen de Zuidpoolcirkel. In het Devoon was er echter geen ijskap in het Zuidpoolgebied en was er een rijke plantensamenstelling in een relatief warme klimaat. De zeeën rondom het westelijke deel van het supercontinent Gondwana, zoals de Agulhaszee, hadden dan ook diverse mariene fauna. Haaien, stekelhaaien, pantservissen en ongewervelde zeedieren zoals zeesterren, zeeschorpioenen, trilobieten en nautilussen zijn bekend van fossiele vondsten in de Witteberggroep. Ongeveer 360 miljoen jaar geleden leefden in de estuaria langs de Agulhas-zee coelacanten en lampreien, terwijl schorpioenen als Gondwanascorpio in de kustbossen begroeid met onder meer paardestaarten als Leptophloem en primitieve bomen als Archaeopteris de oudst bekende landdieren van Gondwana waren. De gevolgen van de Laat-Devonische extinctie zijn terug te zien in de fossiele vondsten van de Witteberggroep. In de Waaipoort-formatie, afgezet in een lagune tijdens het Vroeg-Carboon, zijn de pantservissen volledig afwezig. Deze groep was in de Witpoort-formatie nog een van de algemeenste vissen. Daarentegen zijn de straalvinnigen veel diverser dan in de Witpoort-formatie met elf bekende soorten.
De Waterloo Farm Lagerstätte behoort tot de Witpoort-formatie en deze vindplaats toont resten van het hele ecosysteem van een estuarium uit het Laat-Devoon, waaronder landplanten, kwetsbare waterplanten, weekdieren, jonge vissen, de oudst bekende landdieren van Gondwana en de enige niet-tropische viervoeters van het Devoon. De Waterloo Farm Lagerstätte weerlegt de eerdere gedachte dat zuidwestelijk Gondwana in het Devoon ongeschikt was voor uitgebreide vegetatie en een hoge diversiteiten aan gewervelden. 

#### Ichthyofauna Wagen Drift-formatie
- Haaien: Plesioselachus
- Placodermi: Groenlandaspis
- Kwastvinnigen: ?Osteolepiformes

#### Gewervelde fauna Witpoort-formatie
- Prikken: Priscomyzon en Petromyzontiformes indet.
- Haaien: Antarctilamna ultima en Plesioselachus macracanthus
- Placodermi: Africanaspis doryssa, Africanaspis sp., Bothriolepis africana, Groenlandaspis riniensis, Phlyctaeniidae indet. en Ptyctodontida indet.
- Acanthodii: cf. Gyracanthoides, Diplacanthus acus, Diplacanthidae indet. en Acanthodidae indet.
- Straalvinnigen: Palaeonisciformes indet.
- Kwastvinnigen: longvis Isitymzi, Hyneria, coelacant Serenichthys, Onychodontiformes indet. en Osteolepiformes indet.
- Viervoeters: Tutusius, Umzantsia

#### Ichthyofauna Waaipoort-formatie
- Haaien: Protacrodus en Plesioselachus
- Acanthodii: cf. Gyracanthides
- Straalvinnigen: Mentzichthys walshi, M. theroni, M. maraisi, M. jubbi, Australichthys longidorsalis, Aesturichthys fulcratus, Willowmoreichthys striatulus, Sundayichthys elegantulus, Dwykia analensis, Adroichthys tuberculatus en Soetendalichthys comtoni

Tafelberggroep · Bokkeveldgroep · Witteberggroep